# Ordre du Carmel
Pour les articles homonymes, voir Carmel, Carmes, Carmes déchaussés, Carmélites déchaussées et mont Carmel.

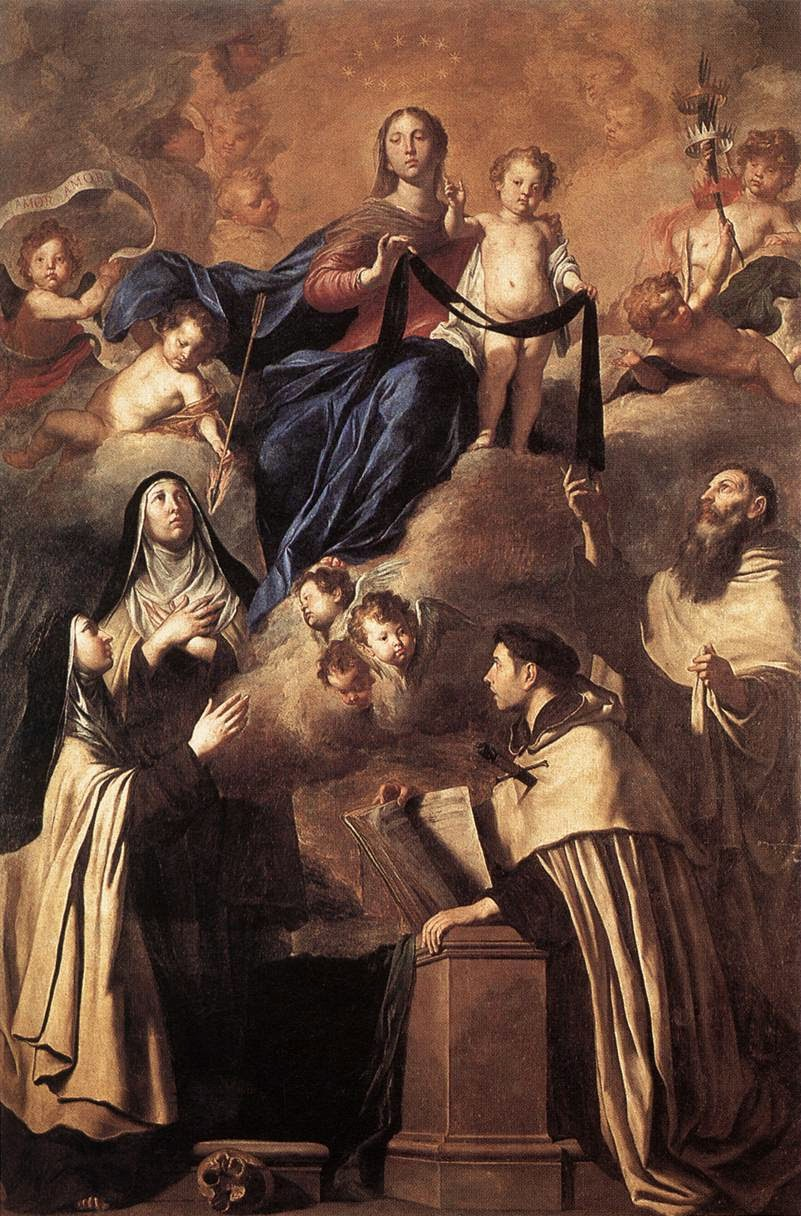
Notre-Dame du Mont Carmel avec Marie-Madeleine de Pazzi, Thérèse d'Avila, Ange de Jérusalem et Simon Stock, tableau de Pietro Antonio Novelli.

L’ordre du Carmel est un ordre religieux catholique contemplatif. Ses membres sont appelés carmes (pour les hommes) et carmélites (pour les femmes). Leur père spirituel est le prophète Élie. Fondé par des ermites sur le mont Carmel en Palestine à la fin du XIIe siècle, les premiers Carmes quittent leurs ermitages au début du XIIIe siècle pour se réfugier en Europe. Après bien des tribulations, l'ordre érémitique se transforme en ordre monastique. Il connaît de nombreuses réformes dont la plus marquante est la réforme instituée par Thérèse d'Avila au XVIe siècle.
Il existe aujourd'hui deux branches principales : les Grands Carmes (n'ayant pas suivi la réforme de sainte Thérèse d'Avila) et la branche issue de la réforme thérésienne, les Carmes déchaux. Ces deux branches sont découpées en trois ordres :
- les Carmes (pour les hommes) ;
- les Carmélites (pour les femmes), appelées le second ordre (du Carmel) car leur ordre a été créé après l'ordre des Carmes ;
- le Tiers-Ordre carmélite (pour les laïcs), appelé le troisième ordre car créé dans un troisième temps[1].

L'ordre du Carmel est porteur d'une tradition spirituelle riche, qui a une grande importance pour l'Église catholique tout entière, notamment grâce à plusieurs docteurs de l'Église issus de l'ordre : Thérèse d'Avila, Jean de la Croix, Thérèse de Lisieux. Ils sont spécialement connus pour leur enseignement sur l'oraison, centre de la vie spirituelle du Carmel. De nombreux mystiques ont également laissé des écrits ayant éclairé leur époque et même faisant parfois référence jusqu'à nos jours (Jean de Saint-Samson, Laurent de la Résurrection, Marie-Madeleine de Pazzi, Élisabeth de la Trinité, Marie Candide de l'Eucharistie, Maria Petyt).

## Historique

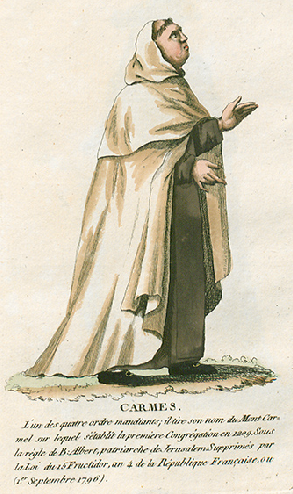
Carmes.

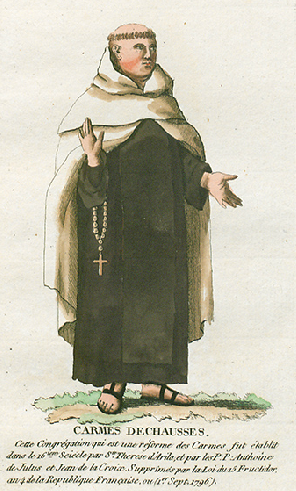
Carmes déchaussés.

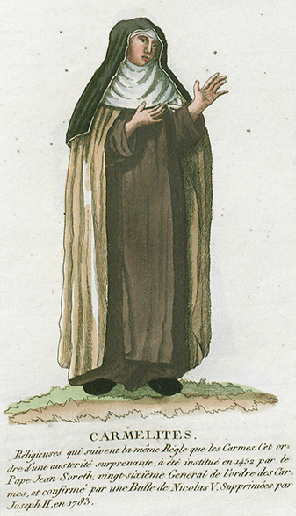
Carmélites.

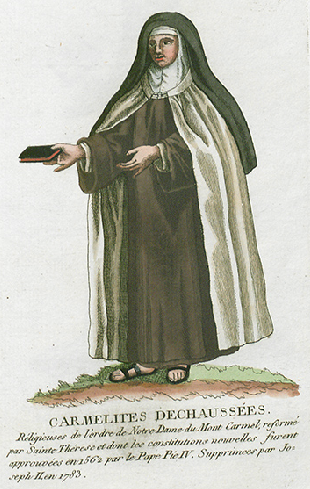
Carmélites déchaussées.

### Origine et développement au Moyen Âge
Dès le XIIe siècle, des hommes s'inspirant du prophète Élie viennent vivre en ermites dans les grottes du mont Carmel. Albert Avogadro, Patriarche latin de Jérusalem, leur donne une règle de vie en 1209. Cette règle, constituée de quelques thèmes majeurs empruntés à la Bible, est centrée sur la prière. C'est l'acte fondateur de l'Ordre, qui prend le nom de « ordre des Frères de Notre-Dame du Mont-Carmel » ou Carmes. Plus tard, en 1247, le pape Innocent IV donnera aux Carmes l'appellation officielle de Frères de Notre-Dame du Mont-Carmel.
Le siège de Jérusalem en 1187, qui achève la conquête de la Palestine par Saladin, oblige les chrétiens venus d'Occident lors des croisades à partir. De retour en Europe en 1238, ils vivent de plus en plus dans les villes où ils constituent de petites communautés. En 1247, l'ordre érémitique qu'est le Carmel est organisé par le pape Innocent IV en ordre monastique mendiant. En 1274, l'existence de l'Ordre est définitivement confirmée par le pape Grégoire X.
En 1435, le pape Eugène IV assouplit les rigueurs de la règle monastique par une mitigation qui entraînera de nombreuses tentatives de contre-réforme (tentatives de réformes par Jean Soreth, réforme de Mantoue, réforme de Touraine).
Des femmes proches de ces communautés de Frères Carmes sont attirées par leur vie de prière. Ainsi par exemple, des béguinages aux Pays-Bas donnent naissance à des monastères de carmélites dans la seconde moitié du XVe siècle. Jean Soreth, frère du couvent des Carmes de Caen, supérieur de l'ordre du Carmel de 1451 à 1471, travaille à la transformation de quelques béguinages des Pays-Bas en monastères de carmélites. Le mouvement ainsi lancé se répand en Bretagne avec la duchesse de Bretagne Françoise d'Amboise mais aussi en Italie et en Espagne.

### La Réforme thérèsienne et son extension en Europe
Dans le contexte de la tourmente protestante et du Concile de Trente, deux grandes figures marquent en Espagne la vie du Carmel : sainte Thérèse d'Avila (1515-1582) et saint Jean de la Croix (1542-1591), qui fondent les Carmes déchaussés en 1568. Ils renouvellent dans l'Ordre le sens de la prière et de la pauvreté à travers l'humilité et une vie cachée.
Après la fondation du premier monastère de la réforme, le couvent Saint-Joseph à Ávila en 1562, seize communautés féminines et quinze communautés masculines nouvelles sont érigées en Espagne en seulement 20 ans.
En 1604, le cardinal de Bérulle et Barbe Acarie fondent le premier carmel déchaussé en France, où cet ordre connaît rapidement un très grand succès (74 carmels féminins et 67 couvents de Carmes réformés sont présents à la fin du XVIIe siècle, contre seulement 6 couvents de carmélites non réformées). Plusieurs grands noms de la noblesse ou de la société parisienne entrent au Carmel, comme Louise de La Vallière ou Louise de France.

### Persécutions et effondrement de l'Ordre
Les guerres de Religion au XVIe siècle entraînent des exactions et la destruction de plusieurs couvents. Plus tard, le siècle des Lumières est un temps de fléchissement spirituel pour la vie religieuse confrontée aux remises en question du rationalisme : les vocations religieuses diminuent.
Avant même la Révolution Française (1789), l'empereur Joseph II du Saint-Empire romain germanique supprime tous les couvents des ordres religieux contemplatifs (le Carmel, mais également les visitandines). Tous les monastères de son empire (Allemagne, Autriche, Pologne, une partie de l'Italie, les Pays-Bas) sont supprimés, et les religieux et religieuses sont soit expulsés, soit envoyés dans les couvents d'autres ordres ; même l'intervention et la visite personnelle du pape Pie VI en 1782 ne le font pas changer d'avis.
Quelques années plus tard, la Révolution entraîne la fermeture de tous les couvents de Carmes et de Carmélites de France (l'Assemblée Constituante supprime les congrégations religieuses à vœux solennels le 18 août 1790). Les biens des religieux sont saisis et vendus. Les Carmes disparaissent de France jusqu'en 1840 ; les carmélites restent et entrent dans la clandestinité. Plusieurs religieux et religieuses sont exécutés.
En Espagne, au cours du XIXe siècle, plusieurs émeutes et révoltes amènent les populations à brûler des couvents voire à y massacrer les religieux. En 1835, le gouvernement ordonne la suppression des couvents qui comptent moins de 12 membres. Plus de 900 couvents sont fermés. Un siècle plus tard, en 1936, avant même le début de la guerre d'Espagne, les milices républicaines attaquent et incendient de nombreux couvents, allant jusqu'à massacrer les religieux (voir Terreur rouge : Violences antireligieuses).

### La renaissance du Carmel

#### Expansion des couvents

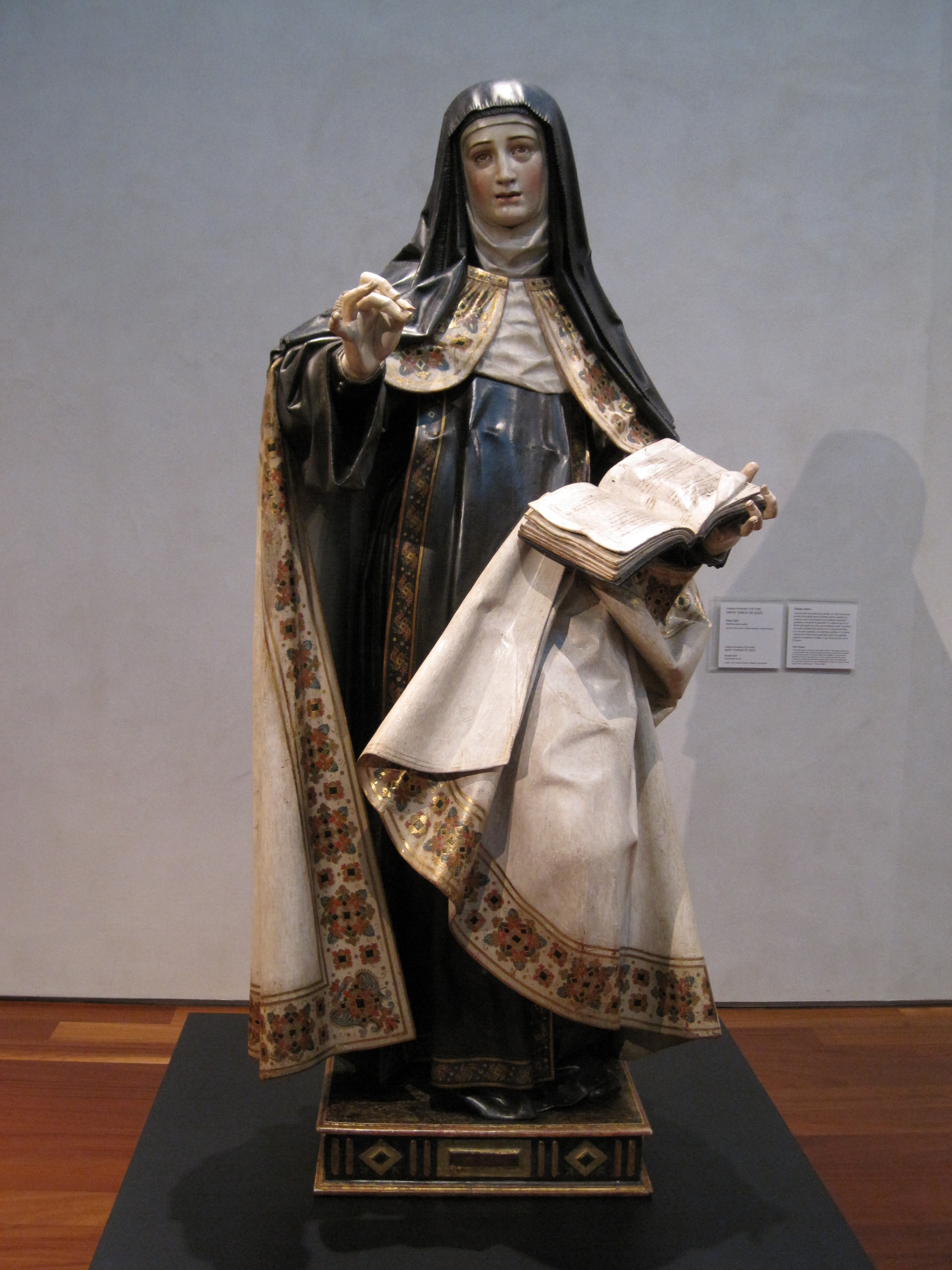
Thérèse d'Avila par Gregorio Fernández

Après la fermeture des couvents de France en 1792, des carmélites organisent des couvents clandestins.
Mère Thérèse-Camille de l’Enfant Jésus (Marie-Thérèse-Françoise-Camille de Soyécourt), qui a pu récupérer la fortune familiale, va utiliser celle-ci pour racheter des anciens couvents saisis et vendus par la république afin d'y réinstaller des religieuses. En 1800, Mme de Soyecourt organise un premier couvent clandestin qui servira de plaque tournante pour recueillir les carmélites isolées et les renvoyer vers de nouveaux couvents (clandestins). Ainsi, en 1804, 25 couvents sont reconstitués. Après la chute de Napoléon Ier, les restaurations de couvents de carmélites se poursuivent et de nouvelles fondations de couvents voient le jour (cinquante-sept restaurations et fondations jusqu'en 1850). Les Carmes déchaux, qui avaient fui la France, reviennent y fonder un premier couvent en 1840. Les fondations se multiplient en France jusqu'à la fin du XIXe siècle. En 1901, on compte alors 132 couvents de carmélites, soit 58 de plus qu'avant la Révolution. À partir de la seconde moitié du XIXe siècle, les ordres carmélites français fondent des couvents sur d'autres continents (Inde, Palestine).
Après la guerre civile espagnole, sainte Maravillas de Jesús restaure le couvent de Cerro de los Angeles et fonde 10 nouveaux couvents en Espagne et à l'étranger (un couvent en Équateur). L'ordre des Carmes déchaux se développe rapidement en Espagne pour atteindre 149 couvents. En Grande-Bretagne, plusieurs fondations de couvents ont lieu au milieu du XIXe siècle. Ces couvents essaiment à leur tour dans différents pays anglophones (Australie, Irlande, États-Unis).
D'autres personnalités contribuent à la restauration du Carmel : l'Espagnol François Palau y Quer, l'officier polonais Raphaël Kalinowski, le pianiste et carme allemand Hermann Cohen.
En 1831, en Inde, le bienheureux Kuriakose Elias Chavara fonde la Congrégation des Serviteurs de Marie Immaculée du Mont-Carmel, communément appelés Carmes de Marie Immaculée. Il fonde également la congrégation féminine du Carmel de Marie en 1866. Ces deux congrégations se répandent en Afrique et en Europe.

#### Renouveau spirituel
Sainte Thérèse de Lisieux et sainte Élisabeth de la Trinité renouvellent le message spirituel du Carmel. La lecture d' Histoire d'une âme de la sainte de Lisieux a un immense retentissement, ainsi que sa canonisation en 1925. En 1933, le Carmel de Cologne accueille Edith Stein, philosophe Allemande réputée. D'origine juive, elle s'est convertie au catholicisme et prend l'habit sous le nom de sœur Thérèse-Bénédicte de la Croix. Son œuvre théologique et philosophique a beaucoup influencé son époque, et ce jusqu'à aujourd'hui. Transférée prudemment aux Pays-Bas par ses supérieurs, elle mourra cependant avec sa sœur à Auschwitz. À la même époque, le père Jacques de Jésus, prêtre Français meurt également en camp de concentration.
Au XXe siècle, le père Marie-Eugène de l'Enfant-Jésus fonde le premier institut séculier carmélitain : Notre-Dame de Vie, faisant partie du Tiers-Ordre carmélite. La fin du XXe siècle voit le développement et l’expansion du Carmel séculier.

## Présentation de l'Ordre

### La famille carmélitaine

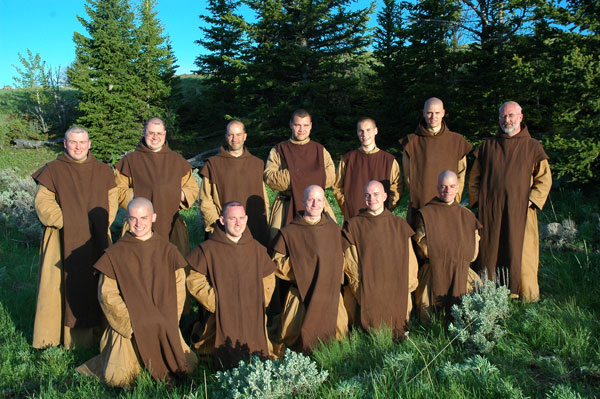
Carmes du Wyoming.

La famille carmélitaine comprend aujourd'hui deux branches :
- les Grands Carmes ou Carmes de l'ancienne observance qui ne sont pas issus de la réforme thérèsienne mais de la réforme de Rennes appelée aussi Réforme de Touraine, effectuée par le Fr. Philippe Thibaut aidé de Jean de Saint-Samson. Cette branche est structurée en trois ordres :
  - les Carmes (hommes ; chassés à la Révolution, les Grands Carmes ont réalisé au début des années 2000 leur réimplantation en France (à Nantes et Angers),
  - les Carmélites chaussées (de l'ancienne observance),
  - le tiers-ordre de la Bienheureuse Vierge Marie du Mont Carmel qui regroupe les laïcs rattachés au Carmel ;
- l'ordre des Carmes déchaux issu de la réforme du Carmel menée par Thérèse d'Avila et Jean de la Croix. Cette branche est elle aussi découpée en trois ordres[14] :
  - les Carmes, au nombre d'environ quatre mille frères,
  - les Carmélites déchaussées, présentes sur les cinq continents, comptent environ douze mille sœurs,
  - des laïcs regroupés dans l’ordre des Carmes déchaux séculier.

Globalement, le Tiers-Ordre constitue l'ordre plus nombreux (pour les deux branches de l'Ordre), devant les religieuses, puis les frères Carmes.
À ces branches se rajoutent différentes communautés de Carmélites apostoliques (religieuses non cloitrées), rattachées à l'ordre du Carmel, dont :
- la Fédération carmélitaine apostolique qui rassemble trois congrégations[15] (Notre-Dame-du-Mont-Carmel d’Avranches, les Sœurs de la Providence de la Pommeraye, Sainte-Thérèse d’Avesnes sur Helpe) ;
- les Carmélites de la charité, (fondées en 1826 par sainte Joaquina Vedruna), rassemblent plus de 2500 religieuses[13],[16] ;
- la congrégation des Carmes de Marie Immaculée (ou CMI) (fondée en Inde en 1830[e] par  Kuriakose Elias Chavara)[17] ;
- la congrégation des Sœurs de Notre-Dame du Mont Carmel (fondée en 1854 par Marie Thérèse de Jésus)[18] ;
- les Carmélites missionnaires[19] et les Carmélites Missionnaires Thérésiennes[20] fondés en 1860 par François Palau y Quer ;
- la congrégation de la Mère du Carmel (CMC) (fondée en Inde en 1866 par Kuriakose Elias Chavara)[21] ;
- les Carmélites de saint Joseph (fondées en 1872)[22] en France ;
- la Congrégation des Sœurs Carmélites de Sainte Thérèse, (fondée en 1874 par la bienheureuse Thérèse-Marie de la Croix)[23] ;
- les Carmélites du Sacré-Cœur de Jésus, (fondées en 1911), dépassent le millier de carmélites[13] ;
- les Carmélites missionnaires de Sainte Thérèse de l’Enfant-Jésus (fondées en 1925 par la bienheureuse Maria Crocifissa Curcio).

La famille carmélitaine comprend également :
- les Ermites de la Bienheureuse Vierge Marie du Mont Carmel (qui dépend de la famille des Grands Carmes) ;
- l'institut Notre Dame de Vie qui est un Institut séculier (destiné aux laïcs).

### Organisation et structuration

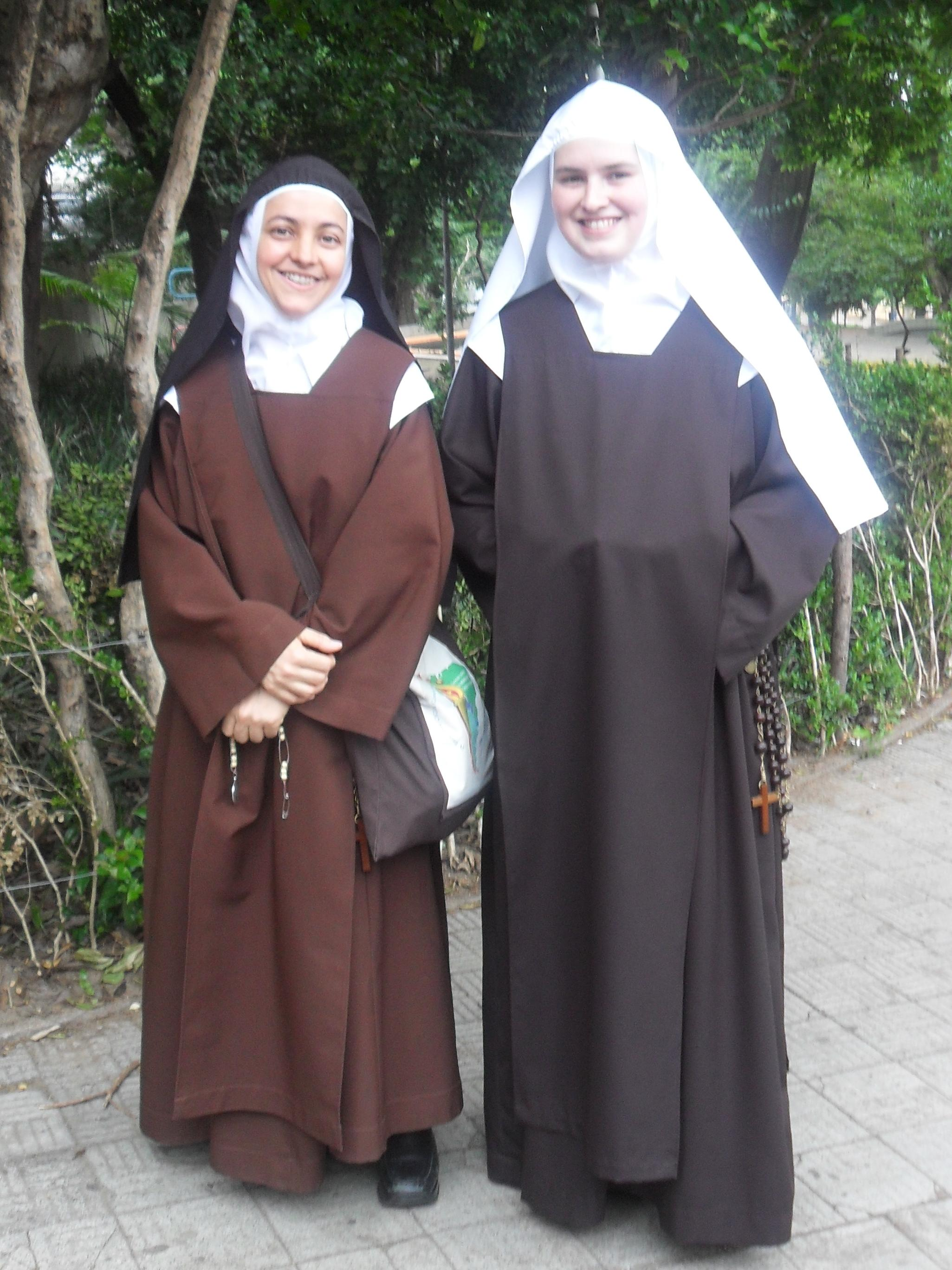
Sœurs carmélites.

Les carmes et carmélites travaillent pour subvenir à leurs besoins. Ce point est indiqué dès le départ dans la règle du Carmel. Si pour les Grands Carmes, la taille des couvents n'est pas limitée (le couvent de l'Incarnation à Avila comptait deux cents religieuses au XVIe siècle), Thérèse d'Avila a limité les effectifs des couvents de carmes déchaux à vingt personnes plus la prieure.
Les religieux, regroupés dans un couvent, élisent un responsable (le père supérieur, ou la mère supérieure pour les carmélites). Ce responsable est élu lors d'un chapitre pour 3 ans. Les couvents sont regroupés en province. Un pays peut être découpé en plusieurs provinces, ou, s'il y a peu de couvents, la province peut inclure les couvents de plusieurs pays. Les communautés séculières du Tiers-Ordre carmélite sont rattachées aux provinces carmélitaines comme les couvents de l'Ordre. Les différents couvents d'une province élisent (pour trois ans) lors du chapitre provincial, le responsable de la province nommé provincial. L'ensemble des provinces Carmes élisent (pour 3 ans) le prieur général de l'Ordre appelé général de l'Ordre. Le général de l'Ordre est commun aux deux branches chaussées et déchaussées.
Les moines carmes déchaux et les moniales carmélites déchaussées vivent le même rythme de prière et consacrent quatre heures chaque jour à la prière, dont deux heures à l’oraison silencieuse (ils prient quotidiennement cinq offices de la Liturgie des Heures). Les frères carmes ont également des activités apostoliques de prédication axées sur la tradition spirituelle du Carmel. Les laïcs du Tiers-Ordre s'engagent également à prier la Liturgie des Heures, mais celle-ci est (pour eux) limitée aux laudes et aux vêpres.

### La règle du Carmel
La règle du Carmel rédigée en 1209 était destinée à des ermites vivant dans les grottes du mont Carmel. Celle-ci a dû être légèrement modifiée par le pape Innocent IV en 1247 quand les ermites ont dû se réfugier en Europe et quitter la vie érémitique pour passer à une vie monastique. Par la suite d'autres révisions ont eu lieu,.

### Le charisme du Carmel
Initialement contemplatif, le Carmel voit sa spiritualité évoluer lors de son retour en Europe avec la fin du mode de vie érémitique.
Après l'approbation d'Innocent IV en 1247, le charisme du Carmel se développe selon une double dimension : une vie contemplative et une vie apostolique (vie mixte). Cette évolution de la spiritualité carmélitaine ne s'achève qu'au XIVe siècle.
La mission apostolique se retrouve dans la paternité d'Élie, le "prophète de Feu", vénéré dès les premiers temps par les ermites sur le mont Carmel. Élie fait partie intégrante de la spiritualité du Carmel. Le père carme Kilian, prieur général de l'Ordre en 1959, auteur de plusieurs livres, insiste sur le charisme fondamental de l'Ordre « qui est d'être des "prophètes de feu" à la suite d’Élie, invitant chacun à mettre Dieu au centre de sa vie ». La Vierge Marie (vénérée sous l'appellation de Notre-Dame du Mont-Carmel) est également très présente dans la spiritualité carmélitaine.
L'oraison est un temps de prière à laquelle le carme doit se consacrer. Ce temps de prière est décrit dans la Règle comme un "veiller dans la prière". Le frère carme Bruno Secondin, professeur de théologie indique que « Prier, c'est alors passer dans le secret du cœur de Dieu que la Parole révèle et communique; c'est s'avancer vers Quelqu'un qui habite la Parole, qui est la Parole vivante, ». Ce temps de prière silencieuse (et les moyens d'y entrer), même s'il n'est pas exclusif du Carmel, a beaucoup été développé et mis en valeur par l'Ordre.

### Le blason de l'Ordre

#### Exemples de blasons

Blason simplifié
Blason en usage dans l'ordre des Carmes déchaux séculier.
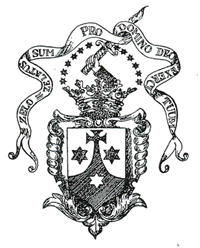
Blason de l'ordre du Carmel déchaussé (XVIIe siècle).
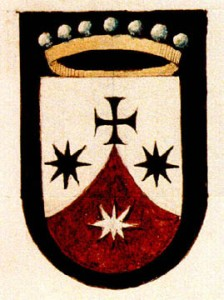
Blason de l'ordre du Carmel déchaussé diffusé en 1605.
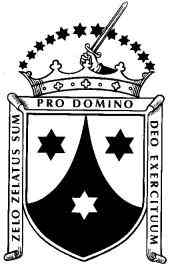
Blason de l'ordre du Carmel.
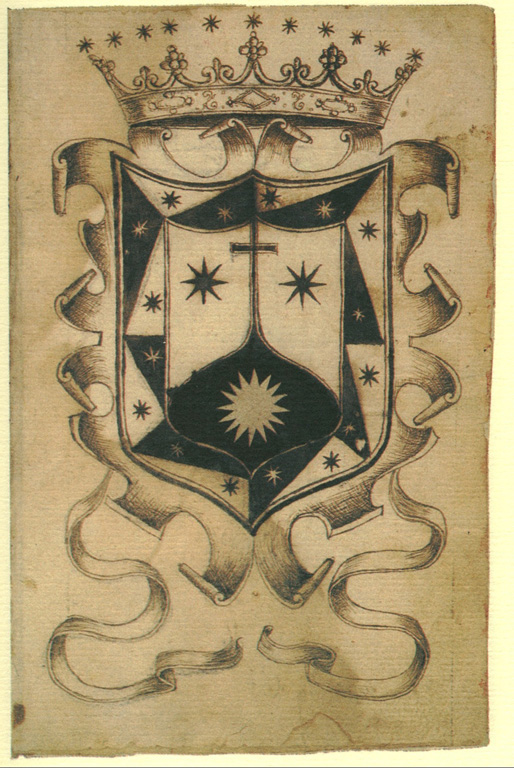
Blason présent dans le Manuscrit de Sanlúcar de saint Jean de la Croix.
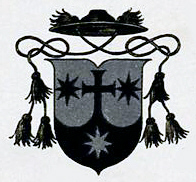
Blason publié dans "Heraldischer Atlas". Stuttgart 1899.
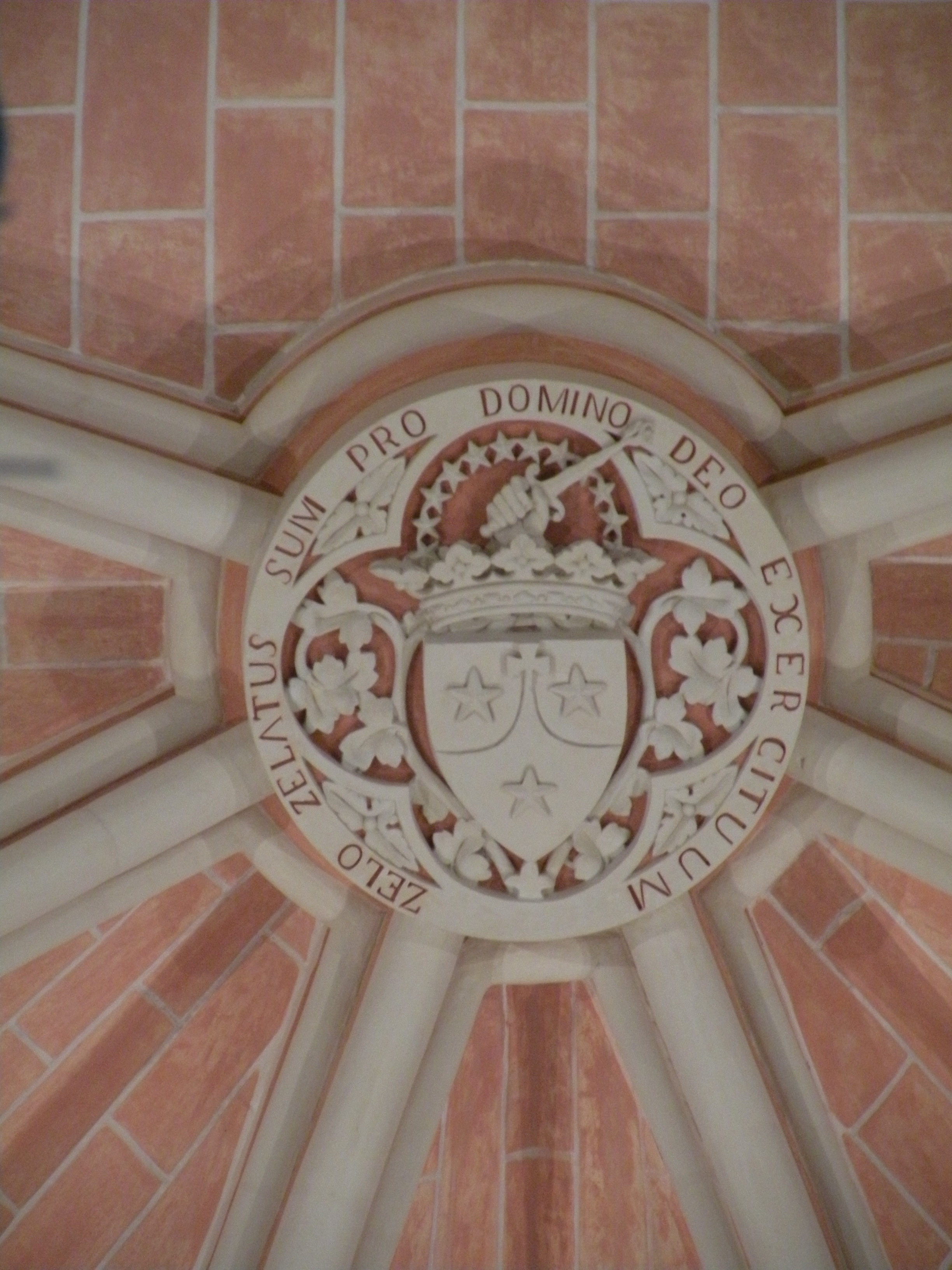
Blason sur la clef de voute dans le chœur de l’ancienne chapelle des Carmes de Rennes.

#### Symbolique du blason
Le blason du Carmel existe sous de multiples formes plus ou moins simplifiées. La plus basique conserve juste les 3 étoiles avec le cœur marron entouré de deux lobes blancs.
L'écu central représente deux lobes blancs surplombant un cœur marron : le tout symbolisant les deux pans blancs du manteau carmélitain s'ouvrant sur la robe de bure (brune). La partie brune monte et se termine sur une croix ; elle indique que la croix est la voie qui conduit au mont Carmel où se fait la rencontre avec Dieu.
Les 3 étoiles peuvent représenter, selon une interprétation habituelles les trois vertus théologales (foi, espérance et charité), ou bien les trois vœux prononcés lors de l'entrée en religion (pauvreté, obéissance et chasteté).
Le blason, de l'Ordre reprend deux versets bibliques ancrés sur le prophète Élie (considéré comme le père fondateur de l'Ordre) :
- la devise écrite en latin autour du blason « Zelo zelatus sum pro Domino Deo Exercituum » (Je suis rempli d'un zèle jaloux pour le Seigneur Sabaoth) 1 Rois 19,14 qui est d'ailleurs la devise du Carmel, et auquel s'ajoute le verset « Il est vivant le Seigneur devant qui je me tiens. » (1 Rois 18,15)[30] ;
- la main brandissant une épée flamboyante rappelle la victoire d’Élie sur les prêtres de Baal sur le mont Carmel (1 Rois 18,22-40)  « Le prophète Élie se leva comme un feu, sa parole brûlait comme une torche » (L'Ecclésiastique chap 48 v1)[31],[32].

## Personnalités dans l'ordre du Carmel

### Les saints et bienheureux du Carmel
Sainte Thérèse d'Avila, saint Jean de la Croix et sainte Thérèse de Lisieux, tous trois Docteurs de l'Église, sont souvent considérés aujourd'hui comme les trois maîtres du Carmel.

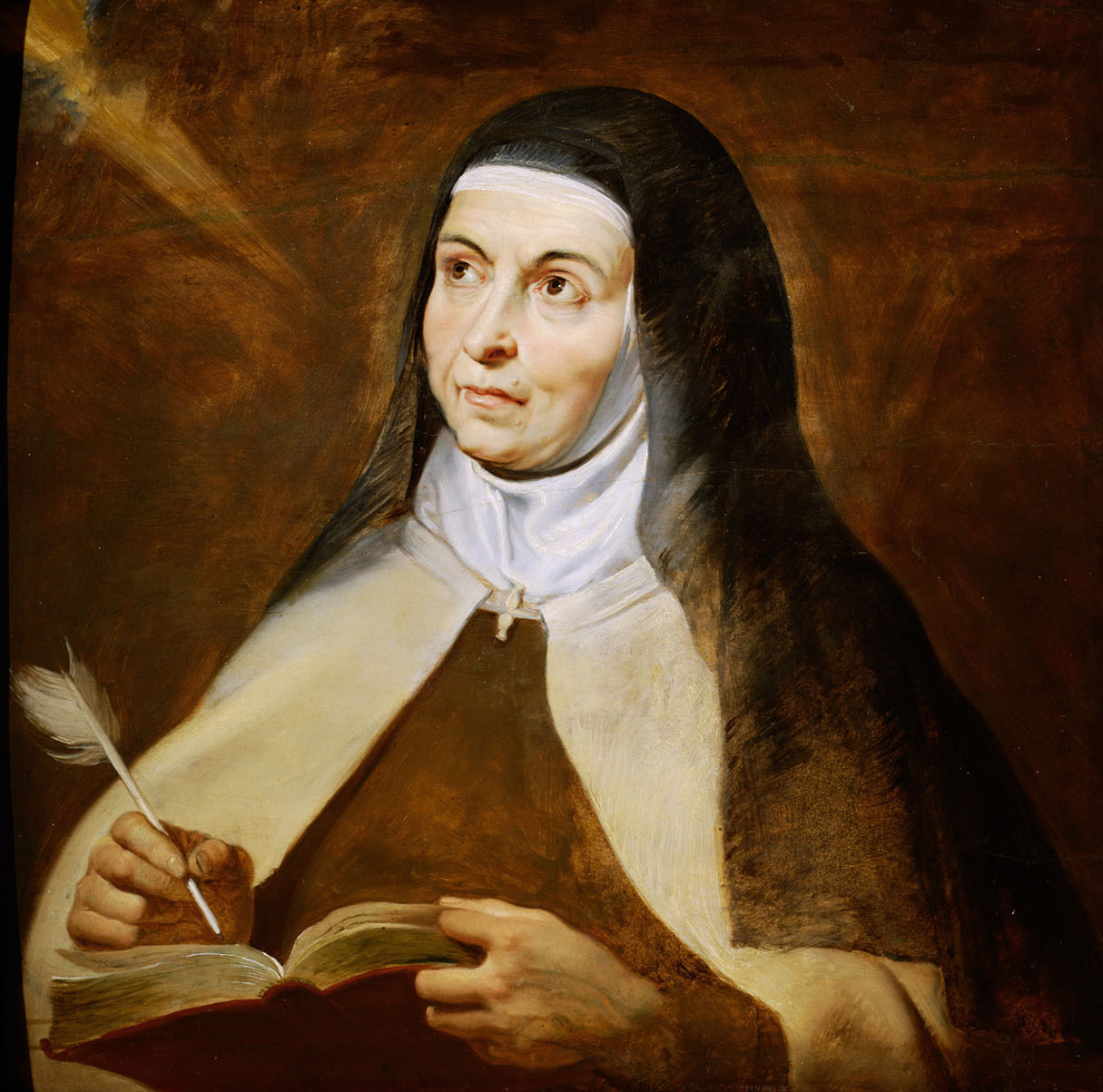
Thérèse d'Avila par Rubens.
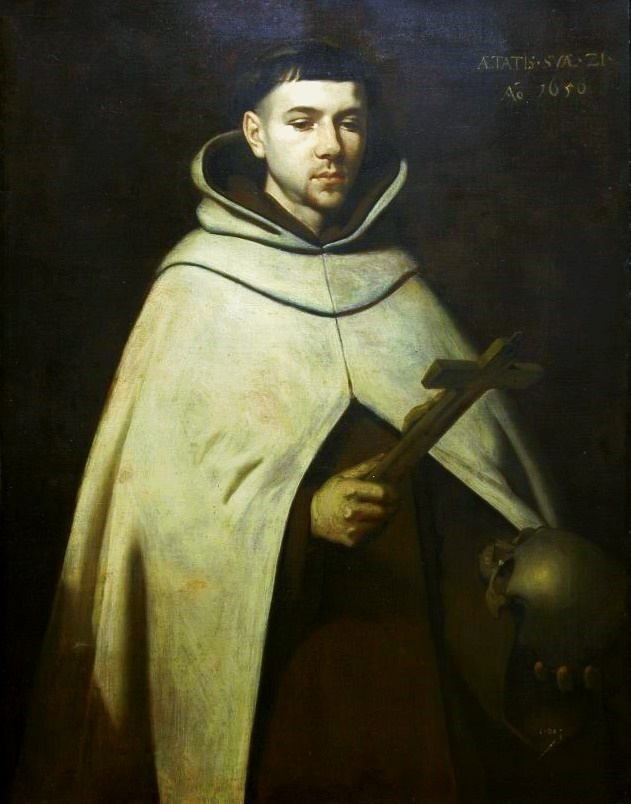
Jean de la Croix.
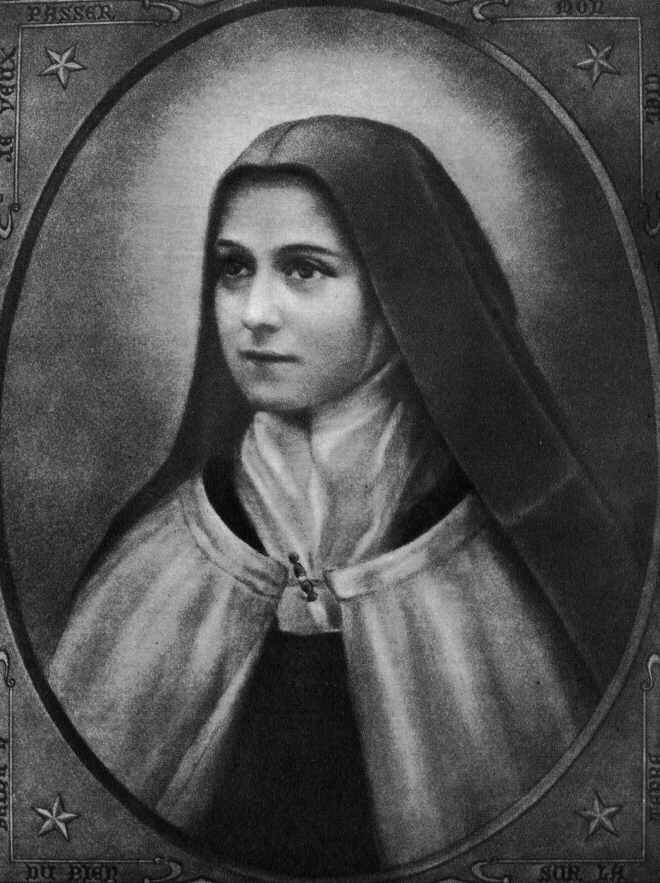
Thérèse de Lisieux.

Sainte Thérèse-Bénédicte de la Croix (Edith Stein), sainte co-patronne de l'Europe.